# 里拉修道院
里拉修道院是保加利亚著名的古修道院，是巴尔干半岛最大的修道院，位于首都索非亞以南117公里、巴尔干半岛最高山峰里拉山的里奥斯卡山谷中，海拔1,147米。这座新拜占庭建筑始建于公元10世纪中期，是由隐士里拉的聖約翰建造的，当时这里还曾是巴尔干国家第二个修士团的大本营。里拉修道院自創建以來就有受到保加利亞統治者的支持和尊重，幾乎每位保加利亞第二帝國的沙皇都有對修道院作出大規模的捐獻，直至鄂圖曼征服此地為止修道院一直是保加利亞的文化和精神中心。修道院原先建在保加利亚第一位圣徒里奥斯基居住过的山洞附近，13世纪—14世纪迁至现址。公元14世纪初期，里拉修道院毁于地震。后来修道院得到重建，并修筑了坚固的城堡。最近一次重建是在1834～1860年间。在它的里面至今仍保存着中世纪修道院的遗迹和里拉的聖約翰的纪念物。1983年它被列入世界遗产名录。
教宗聖若望·保祿二世在展開他在保加利亞的朝聖之旅期間，曾於2002年5月25日拜訪當地。

## 畫廊
- 修道院入口
- 庭院和走廊
- 外走廊的壁畫
- 其中一幅壁畫
- 修道院的內部
- 里拉修道院

## 外部連結
- 里拉修道院 官方網站 （页面存档备份，存于）